# Kraksy
Kraksy lub Kraksy Duże (niem. Kracks See) – jezioro w Polsce, w województwie warmińsko-mazurskim, w powiecie olsztyńskim, w gminie Biskupiec.

## Położenie i charakterystyka
Według regionalizacji fizycznogeograficznej Polski jezioro leży na Pojezierzu Mrągowskim. Również w regionalizacji przyrodniczo-leśnej jezioro znajduje się w mezoregionie Pojezierza Mrągowskiego
Leży w dorzeczu Dymer–Pisa–Wadąg–Łyna–Pregoła. Znajduje się przy południowej granicy miasta Biskupiec. Półwysep znajdujący się w północnej części jeziora, który został przedłużony sztuczną groblą, oddziela zbiornik od jeziora Kraksy Małe. Akwen ma charakter przepływowy. Od strony północnej wpływają wody rzeki Dymer, a następnie wypływają na zachodzie w kierunku jeziora Dadaj.
Na jeziorze znajduje się jedna wyspa o powierzchni 0,2 ha. Brzegi na południu wysokie, gdzieniegdzie strome, w pozostałej części płaskie, niskie i podmokłe.
Zbiornik wodny według typologii rybackiej jezior zalicza się do linowo-szczupakowych.
Jezioro leży na terenie obwodu rybackiego jeziora Dadaj nr 27.

## Morfometria
Według danych Instytutu Rybactwa Śródlądowego powierzchnia zwierciadła wody jeziora wynosi 44,2 ha. Średnia głębokość zbiornika wodnego to 1,1 m, a maksymalna – 4,0 m. Lustro wody znajduje się na wysokości 145,3 m n.p.m. Objętość jeziora wynosi 493,0 tys. m³. Maksymalna długość jeziora to 1670 m, a szerokość 480 m. Długość linii brzegowej wynosi 4370 m.
Inne dane uzyskano natomiast poprzez planimetrię jeziora na mapach w skali 1:50 000 opracowanych w Państwowym Układzie Współrzędnych 1965, zgodnie z poziomem odniesienia Kronsztadt. Otrzymana w ten sposób powierzchnia zbiornika wodnego wraz z jeziorem Kraksy Małe (łącznie zwanych Kraksy) to 46,5 ha, a wysokość bezwzględna lustra wody to 144,2 m n.p.m.
Według danych Urzędu Miasta Biskupiec powierzchnia wynosi 30,72 ha.

## Przyroda
Roślinność przybrzeżna mocno rozwinięta, dominuje trzcina i pałka wąskolistna. Wśród roślinności zanurzonej przeważa rogatek.
Jezioro narażone na przyduchy w okresie zimowym.